# La Prensa (Nicaragua)
La Prensa es un periódico de circulación diaria y edición matutina que anteriormente fue publicado en la ciudad de Managua (Nicaragua) de amplia difusión nacional, que fue, hasta 2021, el medio impreso de mayor circulación en el país. Desde ese año, y debido a persecución política por el gobierno de Daniel Ortega, el equipo editorial se vio obligado a exiliarse en Costa Rica, desde donde sigue publicando sus noticias en línea.  
Se lo conoce como La República de Papel, apodo que le dio el escritor Pablo Antonio Cuadra tras su editorial homónima en conmemoración del 50 aniversario del diario.

## Historia
Fue fundado el 2 de marzo de 1926 por don Gabry Rivas, Enrique Belli y Pedro Belli, quienes suscribieron una sociedad anónima llamada Compañía Talleres Gráficos La Prensa, con un capital de C$ 5,000.00, que según rezaba la escritura era el valor de la maquinaria.
En 1928, Enrique Belli vendió sus derechos en la compañía a Adolfo Díaz, el cual dos meses más tarde se los vendió a Ernesto Solórzano  Díaz, quien también compró la parte de Gabry Rivas. En 1929 Pedro Belli quedó como único dueño de la compañía, por la compra que hizo a Ernesto Solórzano Díaz. Más tarde vendió a Adolfo Ortega Díaz la mitad de sus acciones. Ambos formaron entonces la sociedad «Pedro Belli y Ortega Díaz, Ltda».
En 1930 el doctor Pedro J. Chamorro Zelaya adquirió la mitad de las acciones de esa firma, constituyéndose la sociedad “Pedro Belli y CIA. LTDA.” En 1932 compró la parte de Pedro Belli y quedó como único dueño de la empresa. Zelaya murió en 1951, dejando como heredera universal a su esposa Margarita Cardenal, quien el 26 de marzo de 1961 constituyó junto a sus hijos la sociedad anónima LA PRENSA, S.A., cuyos accionistas en la actualidad son la mayor parte de sus descendientes.
En 1931, el periódico perdió los primeros linotipos importados del país durante el terremoto de Managua, los cuales se pudieron reponer hasta 1946. Entonces la destrucción fue tanta que el periódico pasó más de un año sin salir a luz pública. En 1972 el terremoto del 23 de diciembre arrasó los edificios de La Prensa y destruyó totalmente su rotativa principal, una prensa Hoe de cuatro unidades capaz de producir 64 páginas. Luego, con el equipo rescatado y cuatro unidades de una moderna prensa offset que solo sufrió pocos daños, pudo reinstalarse y volvió a circular 69 días después, el primero de marzo de 1973, ubicándose en el kilómetro cuatro y medio de la Carretera Norte.
Su director más emblemático fue el doctor Pedro Joaquín Chamorro Cardenal. El mencionado Pablo Antonio Cuadra también ejerció como su director y fue el fundador de La Prensa Literaria, su suplemento cultura.  Durante el gobierno de Violeta Chamorro se denunció el intento de forzar la venta de radios y periódicos locales y pequeños canales de televisión al grupo La Prensa, propiedad de la familia Chamorro, o a empresarios cercanos a su gobierno.
Desde 2009 forma parte de Periódicos Asociados Latinoamericanos (PAL), al que pertenecen otras importantes casas editoriales de Latinoamérica.
Tras las protestas en Nicaragua del año 2018, el gobierno de Nicaragua emprendió una escalada represiva contra la prensa independiente del país. Durante 500 días, entre los años 2018 y 2019, la Dirección General de Aduanas (DGA) retuvo tinta, papel prensa y demás insumos necesarios para el funcionamiento normal del periódico. La primera retención en los años 2018, 2019 y 2020 duró 500 días, y llevó al periódico a reducir personal y alterar su estructura de diseño. El suplemento semanal El Azote fue cancelado, la extensión del periódico fue reducida, el tipo de papel fue alterado y las ediciones de fin de semana cambiaron su formato a tabloide. Finalmente, el 6 de febrero de 2020 fueron liberados los insumos retenidos gracias a negociaciones del nuncio apostólico en Nicaragua, Waldemar Sommertag. Sin embargo, debido a las circunstancias económicas en las que se encontraba el periódico y las subsecuentes retenciones, la versión impresa fue descontinuada el 12 de agosto de 2021. Un día después, el 13 de agosto de 2021, a semanas de las elecciones de 2021, la Policía Nacional de Nicaragua allanó las instalaciones del periódico durante una requisa de la DGA. El gobierno acusó a La Prensa de supuesta defraudación aduanera y lavado de dinero, bienes y activos en perjuicio del Estado y la sociedad nicaragüense y, posteriormente, se llevaron detenido al gerente general del diario, Juan Lorenzo Holmann. El 23 de agosto de 2022 el gobierno confiscó de facto las instalaciones y los bienes del diario e instaló un Centro Cultural y Politécnico José Coronel Urtecho.